# Carcere (film)
Carcere (El presidio) è un film del 1930 diretto da Ward Wing. È la versione in spagnolo del film di George W. Hill The Big House: nei primi anni del cinema sonoro era comune che le versioni in lingua straniera dei film venissero prodotte direttamente a Hollywood con un diverso cast tecnico e artistico ma utilizzando gli stessi set e costumi. La sceneggiatura originale di Frances Marion venne tradotta e adattata da Edgar Neville. Carcere fu distribuito negli Stati Uniti dalla Metro-Goldwyn-Mayer il 14 novembre 1930.

## Distribuzione

### Data di uscita
Le date di uscita internazionali sono state:
- 14 novembre 1930 negli Stati Uniti
- 16 febbraio 1931 in Spagna
- 18 aprile in Italia[1]
- 29 maggio in Argentina

### Edizione italiana
Carcere è il primo film doppiato in italiano. Il doppiaggio, ad opera di attori oriundi o immigrati italiani, fu eseguito direttamente negli studi della MGM sulla versione in spagnolo poiché la somiglianza tra le due lingue avrebbe reso più semplice la sincronizzazione.